# Sierra Gorda (Mexiko)

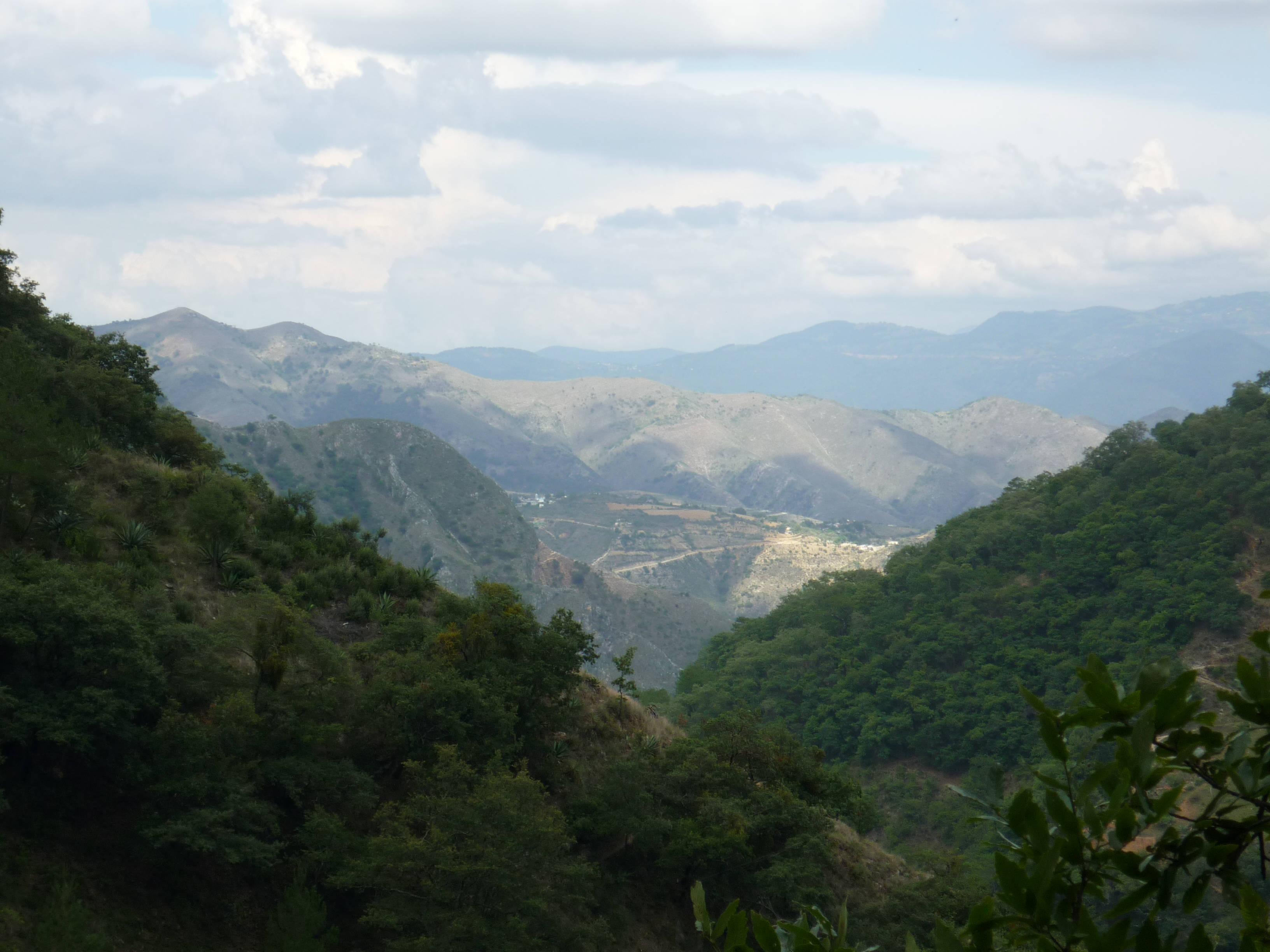
Sierra Gorda

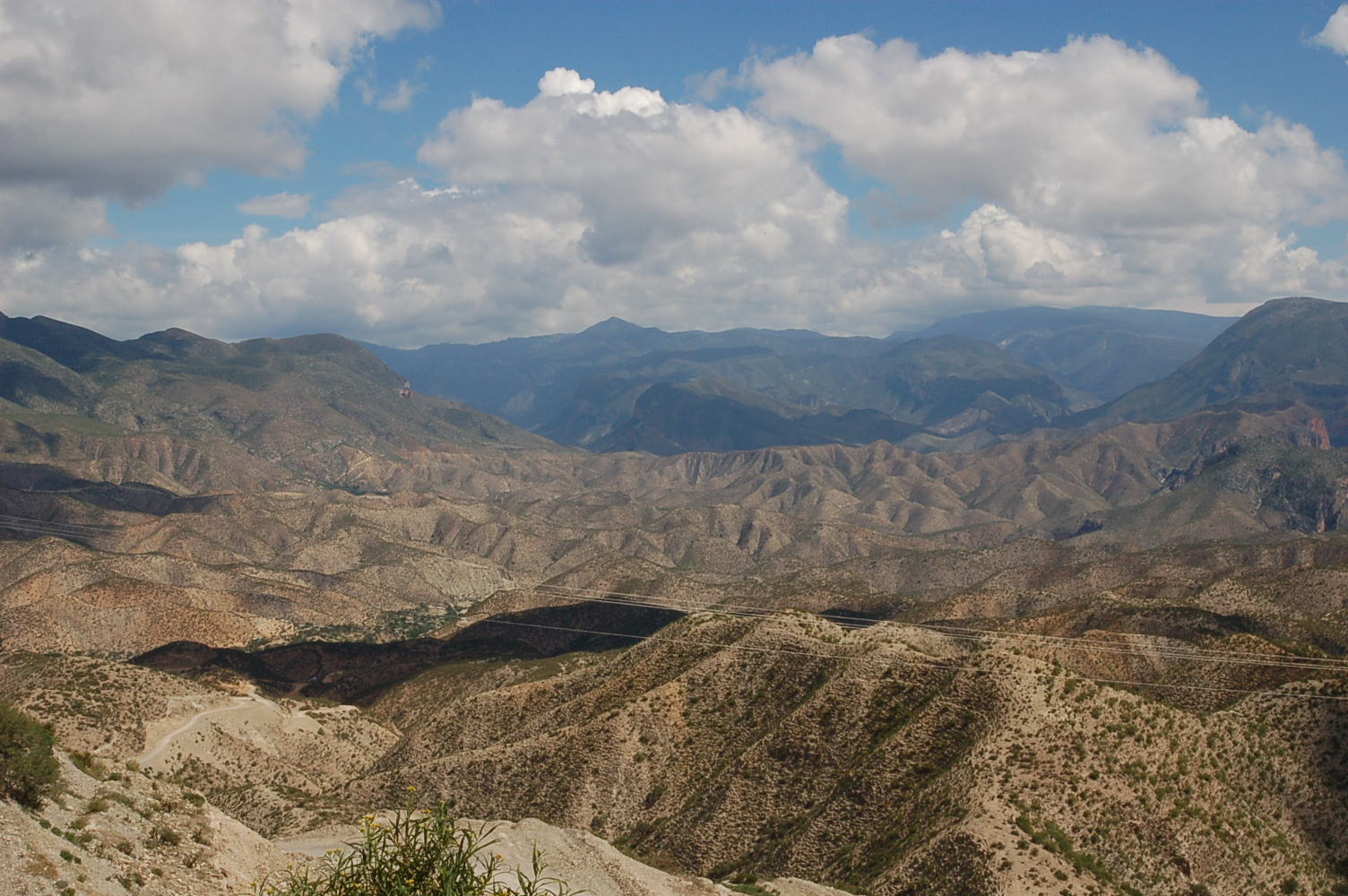
Gebirgswüste

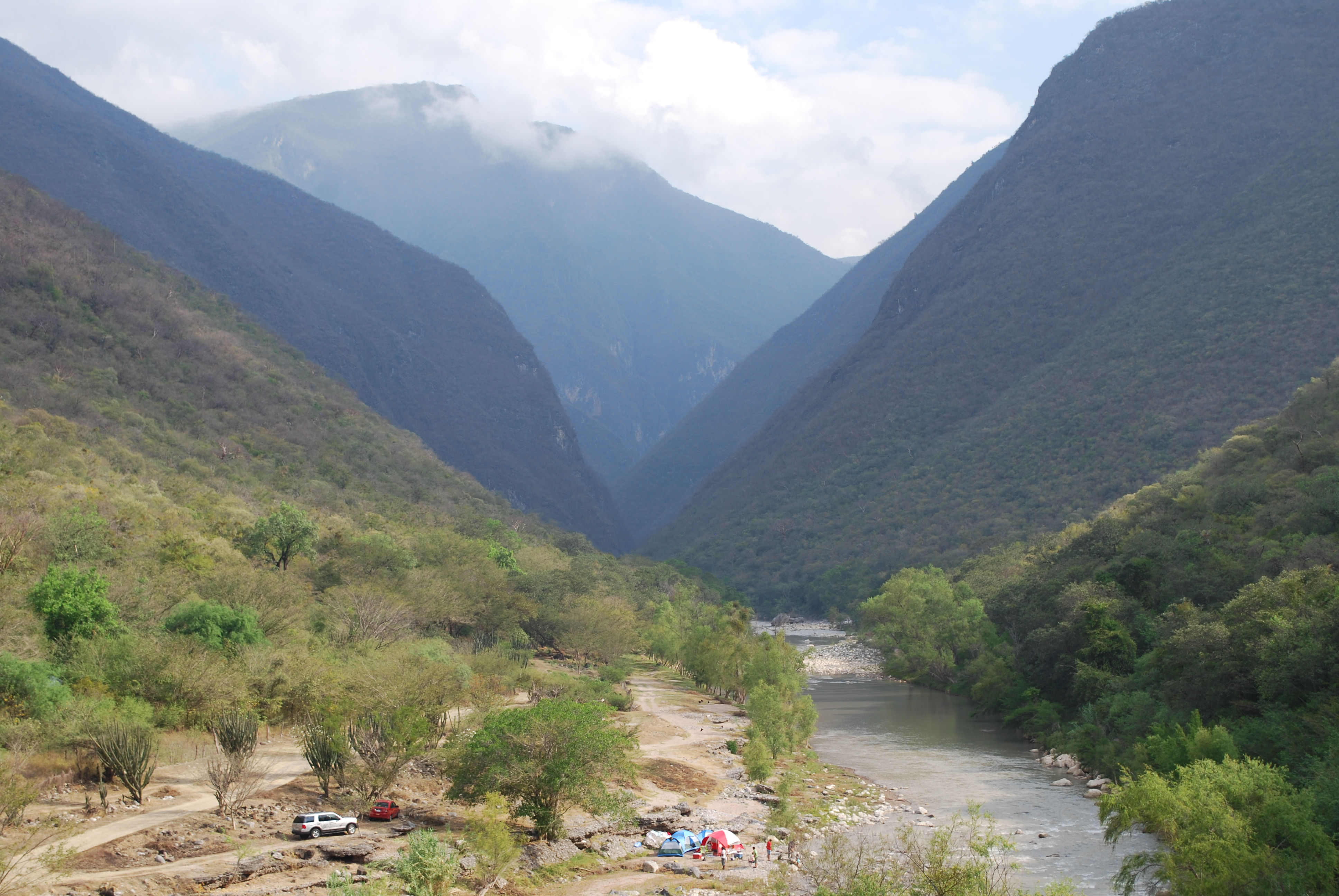
Río Jalpan

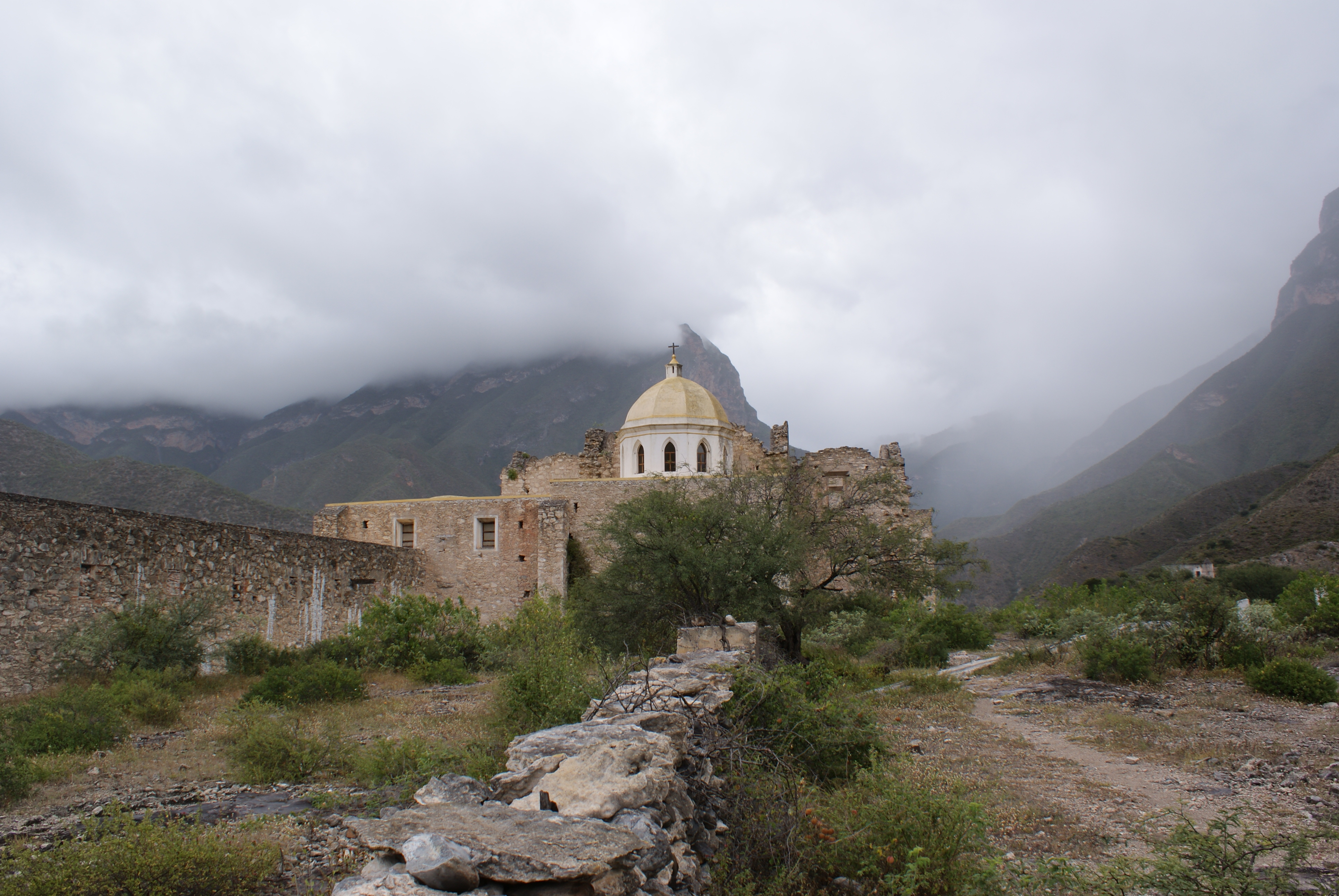
Misión Bucareli

Die Sierra Gorda ist ein bis zu 3100 m hohes Kalksteingebirge im Norden des mexikanischen Bundesstaats Querétaro. Ein Großteil des Gebirges ist als Biosphärenreservat ausgewiesen. Die Franziskanermissionen in der Sierra Gorda wurden im Jahr 2003 von der UNESCO als Weltkulturerbe anerkannt.

## Geografie
Die durch Schluchten (canyons), Einbruchdolinen (sótanos) und Karsthöhlen (cuevas) gekennzeichnete Sierra Gorda umfasst den gesamten Norden des Bundesstaats Querétaro (Gemeinden: Peñamiller, Pinal de Amoles, Arroyo Seco, Jalpan de Serra und Landa de Matamoros) sowie Randzonen der Bundesstaaten Hidalgo, San Luis Potosí und Guanajuato. Das Gebirge ist im Durchschnitt ca. 1000 m hoch, doch reichen die Höhen von ca. 700 bis maximal ca. 3100 m. In dem dünn besiedelten Kalksteingebirge gibt es – trotz durchschnittlicher jährlicher Niederschlagsmengen von ca. 1000 mm – nur wenige Flüsse oder Bäche, die jedoch regelmäßig in den regenarmen Winter- und Frühjahrsmonaten austrocknen; die größten von ihnen sind der abflusslose, aber südlich von Jalpan de Serra aufgestaute Río Jalpan und der Río Extoraz bei Peñamiller. Das Klima ist gemäßigt; Regen fällt beinahe nur in den Sommermonaten Juni bis September.

## Bevölkerung und Wirtschaft
Die überwiegend indianisch-stämmige Bevölkerung der Sierra Gorda (Huasteken, Chichimeken und Otomí) umfasst etwa 100.000 Personen auf einer Fläche von ca. 3500 km². Diese lebten teilweise bis ins 15./16. Jahrhundert hinein noch nomadisch; die Anlage von Feldern war nur auf wenigen Flächen (meist in den Tallagen) möglich, da das Regenwasser durch die Karstböden schnell versickert. Angebaut wurden zum Zweck der Selbstversorgung hauptsächlich Mais, Bohnen und Opuntien; daneben hielt man Truthühner und ging auf die Jagd. Die Spanier brachten neue Kulturpflanzen in die Region und veränderten die Anbaumethoden, doch blieb das Prinzip der Selbstversorgung bis in die Mitte des 20. Jahrhunderts weitgehend erhalten. Von den Mexikanern wird die Sierra Gorda seit kurzem als Urlaubs-, Wander- und Klettersportregion entdeckt.

## Geschichte
Tancama ist die einzige Ruinenstätte aus vorspanischer Zeit im Gebiet der Sierra Gorda; sie war wahrscheinlich schon im 2./3. Jahrhundert n. Chr. besiedelt; die noch sichtbaren Bauten stammen jedoch aus der Zeit des 7. bis 9. Jahrhunderts. Die Stätten Las Ranas und Toluquilla liegen am Südrand des Gebirges bei San Joaquín. Die nahezu überall in Zentralmexiko präsenten Azteken und ebenso die spanischen Conquistadoren zeigten nur wenig Interesse an der waldreichen aber ansonsten eher zerklüfteten und kargen Gegend. Die Missionierung der hier lebenden Indianer lag zunächst in den Händen des Augustinerordens, doch acht Jahre nach einer Inspektionsreise des Franziskaners Lucas de los Ángeles wurde sie durch ein Dekret des Vizekönigs Luis de Velasco y Castilla im Jahr 1609 in die Hände des Minoritenordens gelegt. Dessen bedeutendste Persönlichkeit im damaligen Vizekönigreich Neuspanien war der hl. Fra Junípero Serra, der in den 50er und 60er Jahren des 18. Jahrhunderts mehrere Missionsklöster gründete.

## Sehenswürdigkeiten
Trotz ihrer abgelegenen Lage finden sich in der Sierra Gorda mehrere Sehenswürdigkeiten von Rang:
- Die Berglandschaft ist manchmal halbwüstenartig, andere Regionen sind von dichtem Buschwald bedeckt.
- Die Einbruchdoline des Sótano del Barro gilt als die zweitgrößte der Welt.
- Die Schwalbenhöhle hat einen Durchmesser von nur ca. 50 m an der Öffnung; dieser verbreitert sich im Innern der ca. 330 m tiefen Höhle auf ca. 150 m.
- Im Cañon del Paraiso in der Gemeinde Peñamiller sowie auf dem Gemeindegebiet von San Joaquín finden sich indianische Felsmalereien unbekannten Alters.
- Die archäologischen Stätten von Tancama, Las Ranas und Toluquilla sind die einzigen präspanischen Steinbauten in der Sierra Gorda.
- Die fünf Franziskanermissionen zählen Zum UNESCO-Welterbe und zeigen eine außergewöhnliche spätbarocke Architektur.
- Die Kleinstadt Jalpan de Serra gehört wegen ihres historischen Zentrums zu den Pueblos Mágicos.

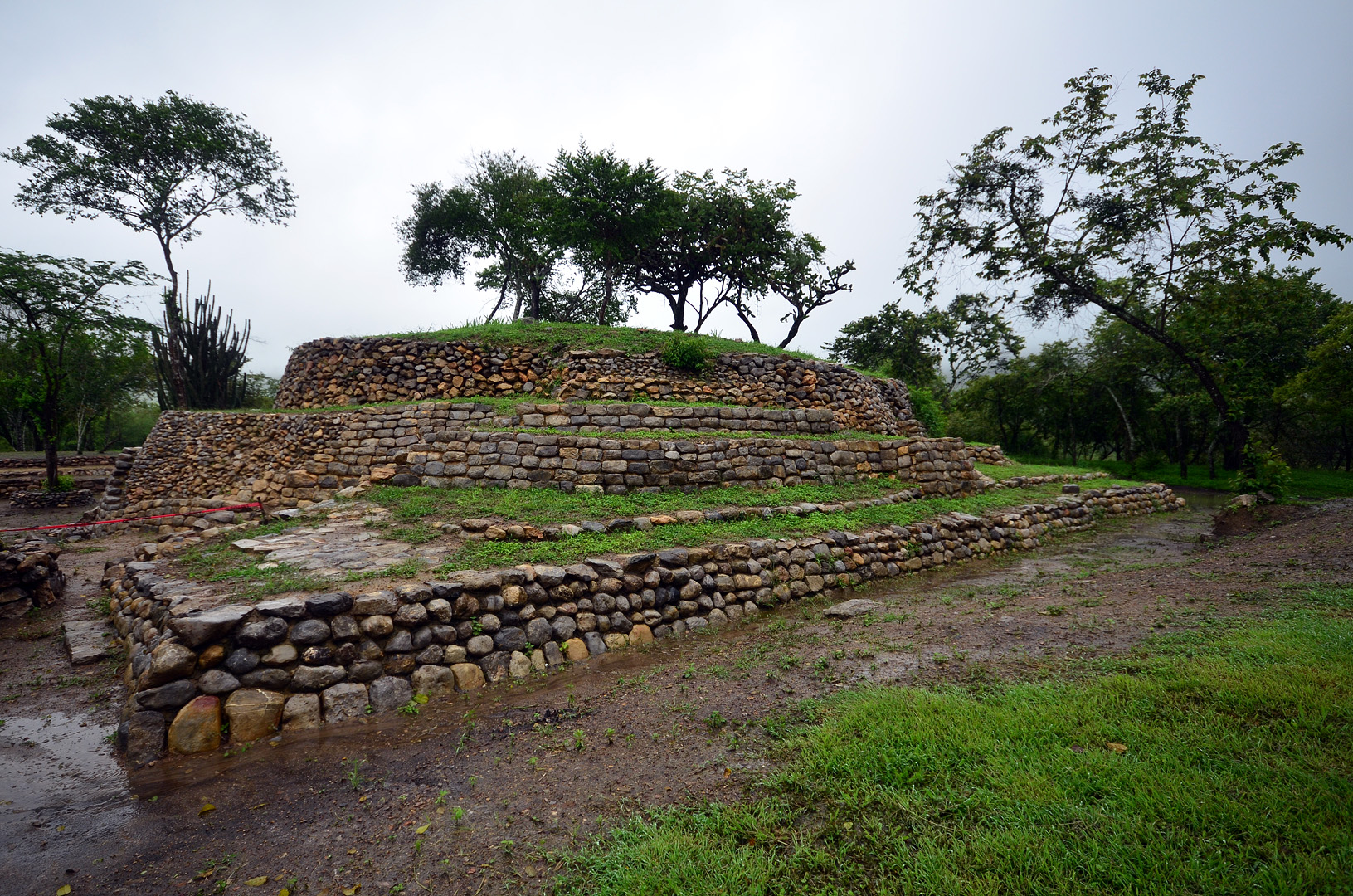
Rundpyramide Tancama
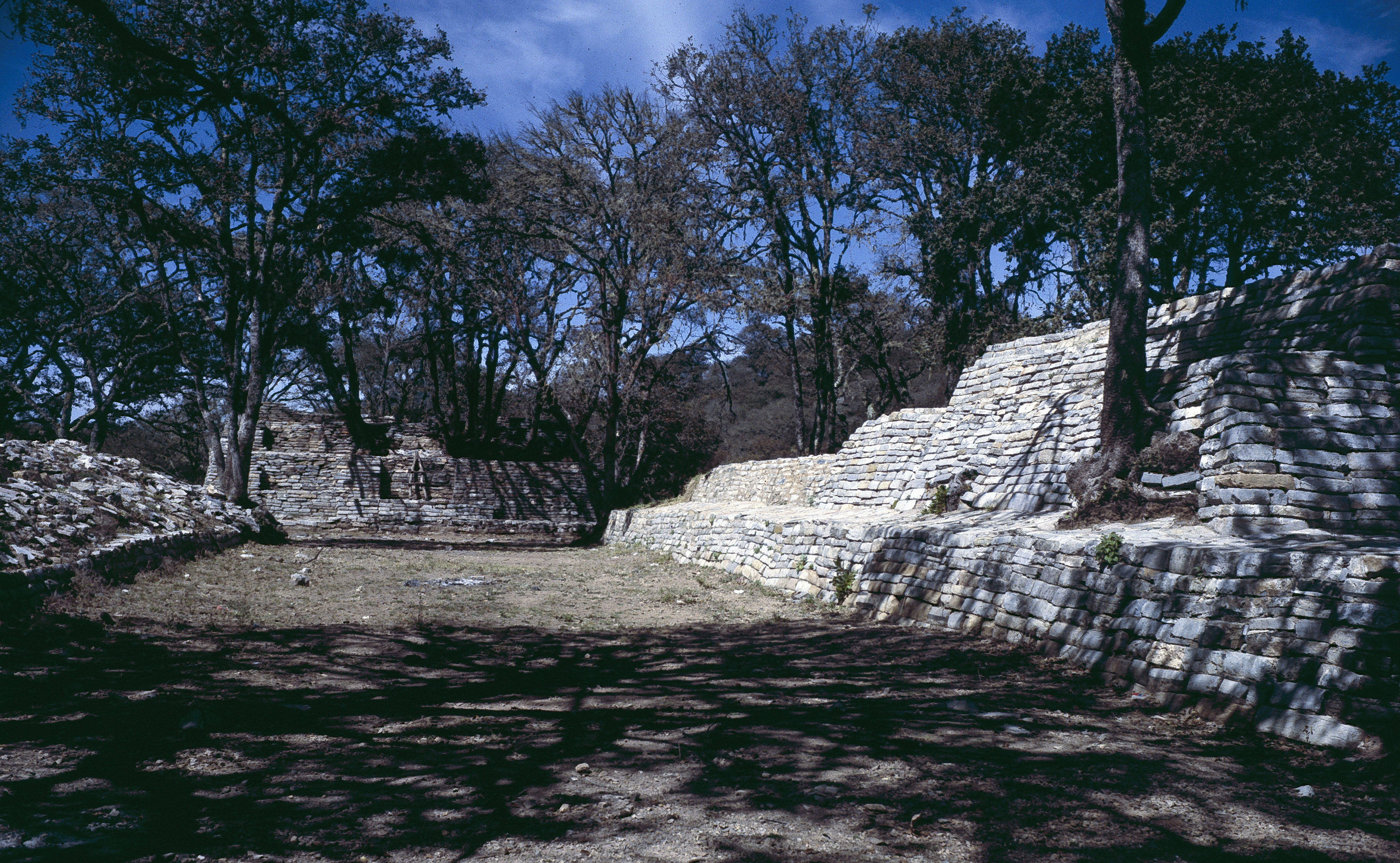
Las Ranas, Ballspielplatz
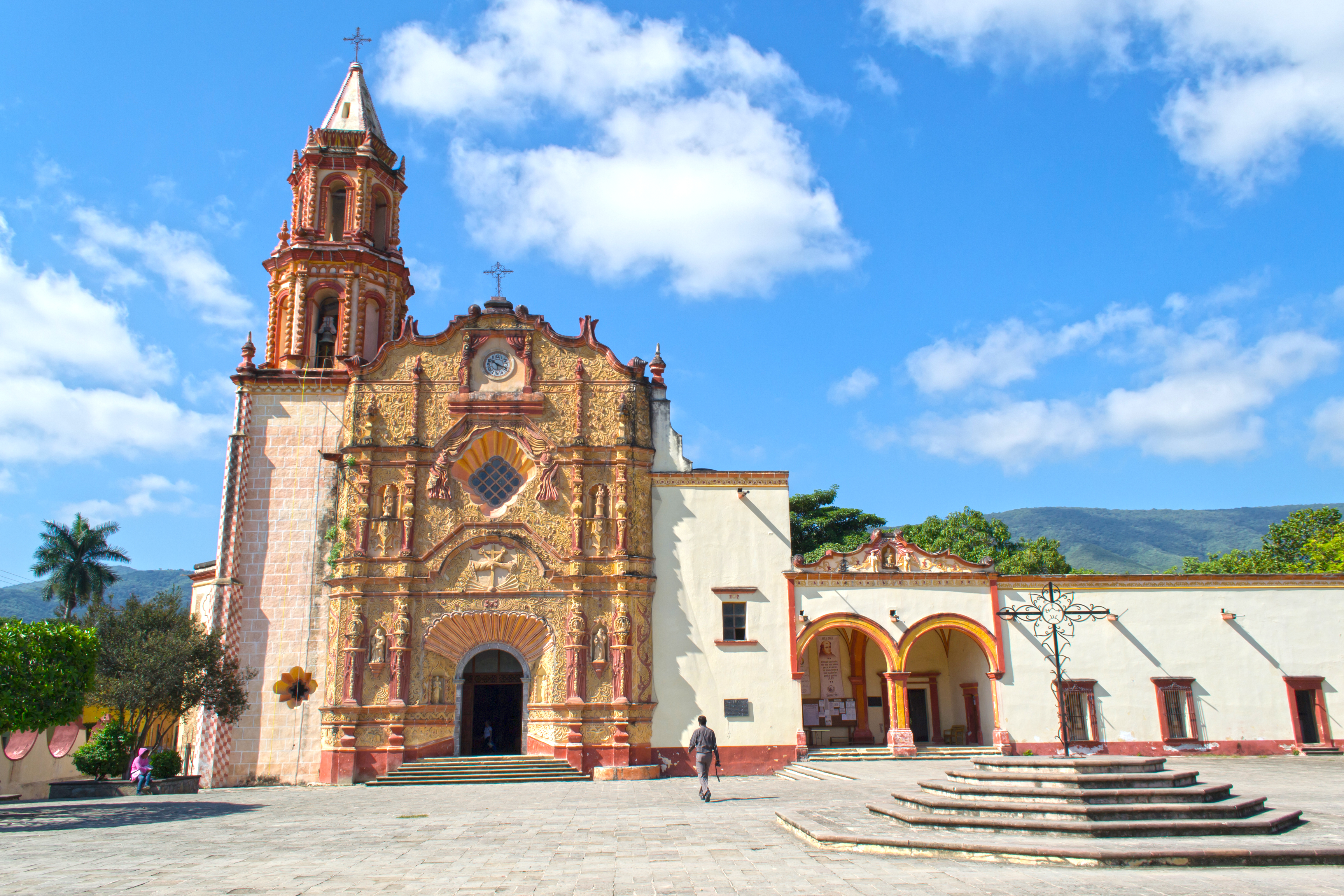
Misión de Santiago in Jalpan de Serra
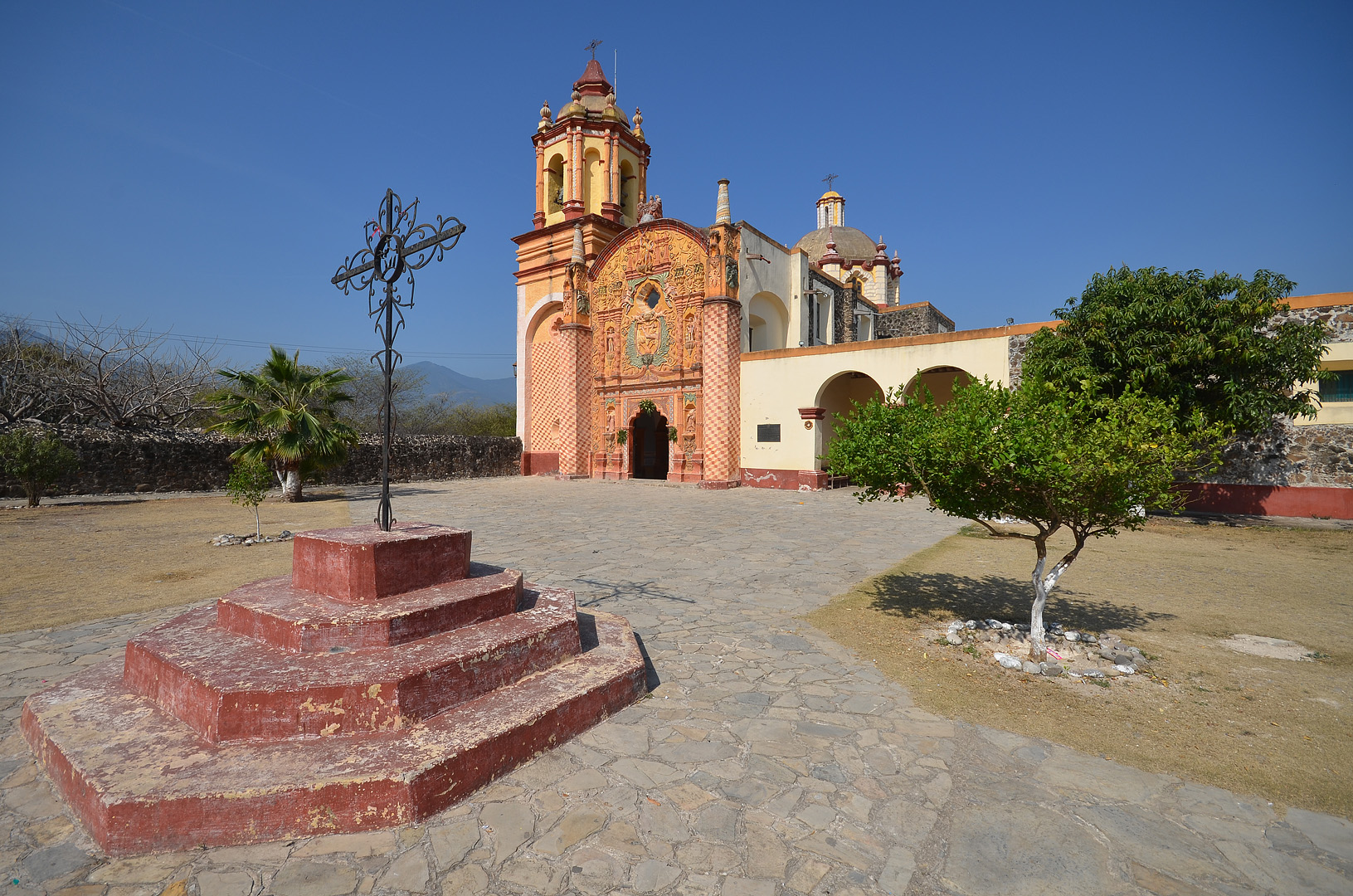
Misión de San Miguel Concá in Arroyo Seco
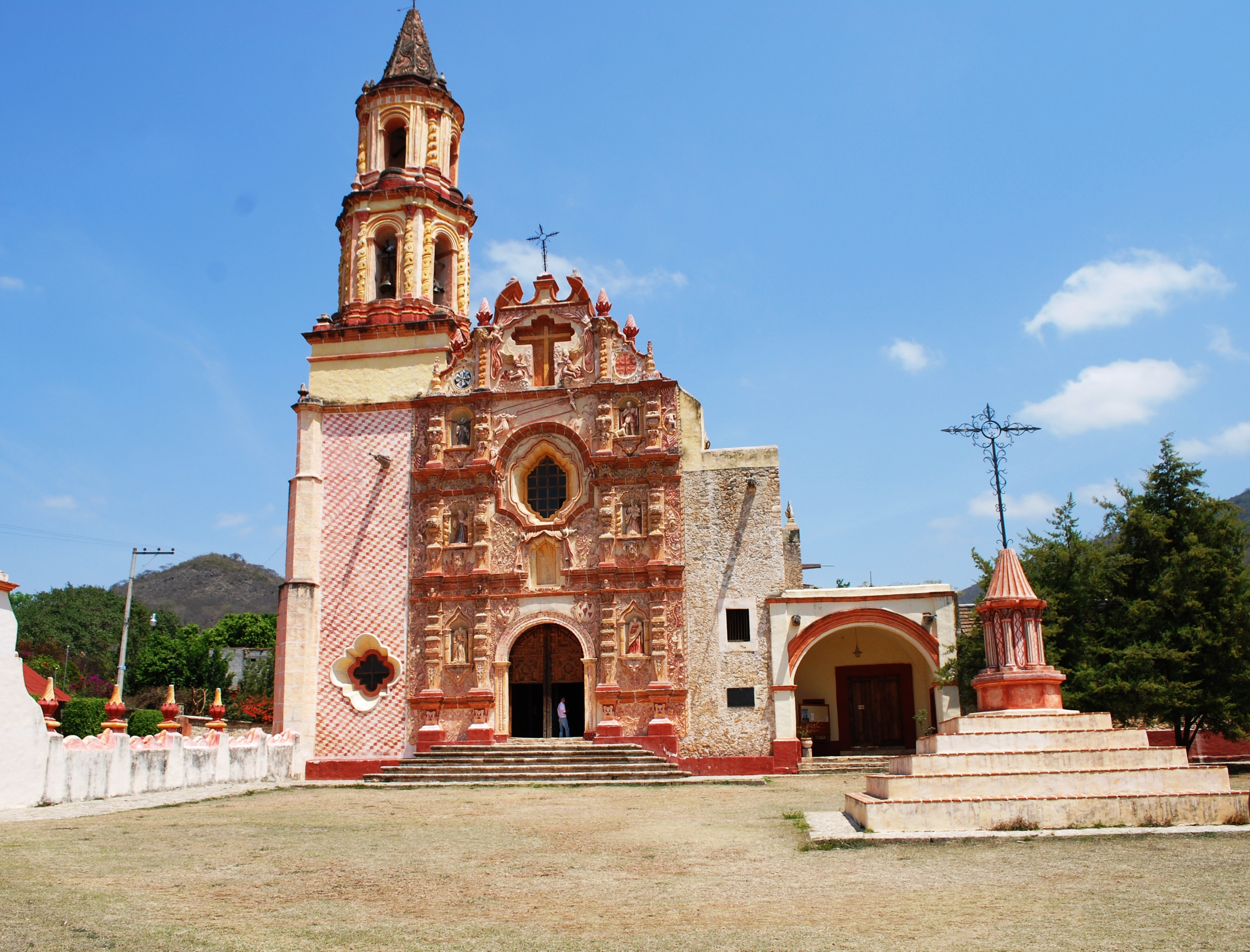
Misión de Nuestra Señora de la Luz in Tancoyol, Municipio Jalpan de Serra
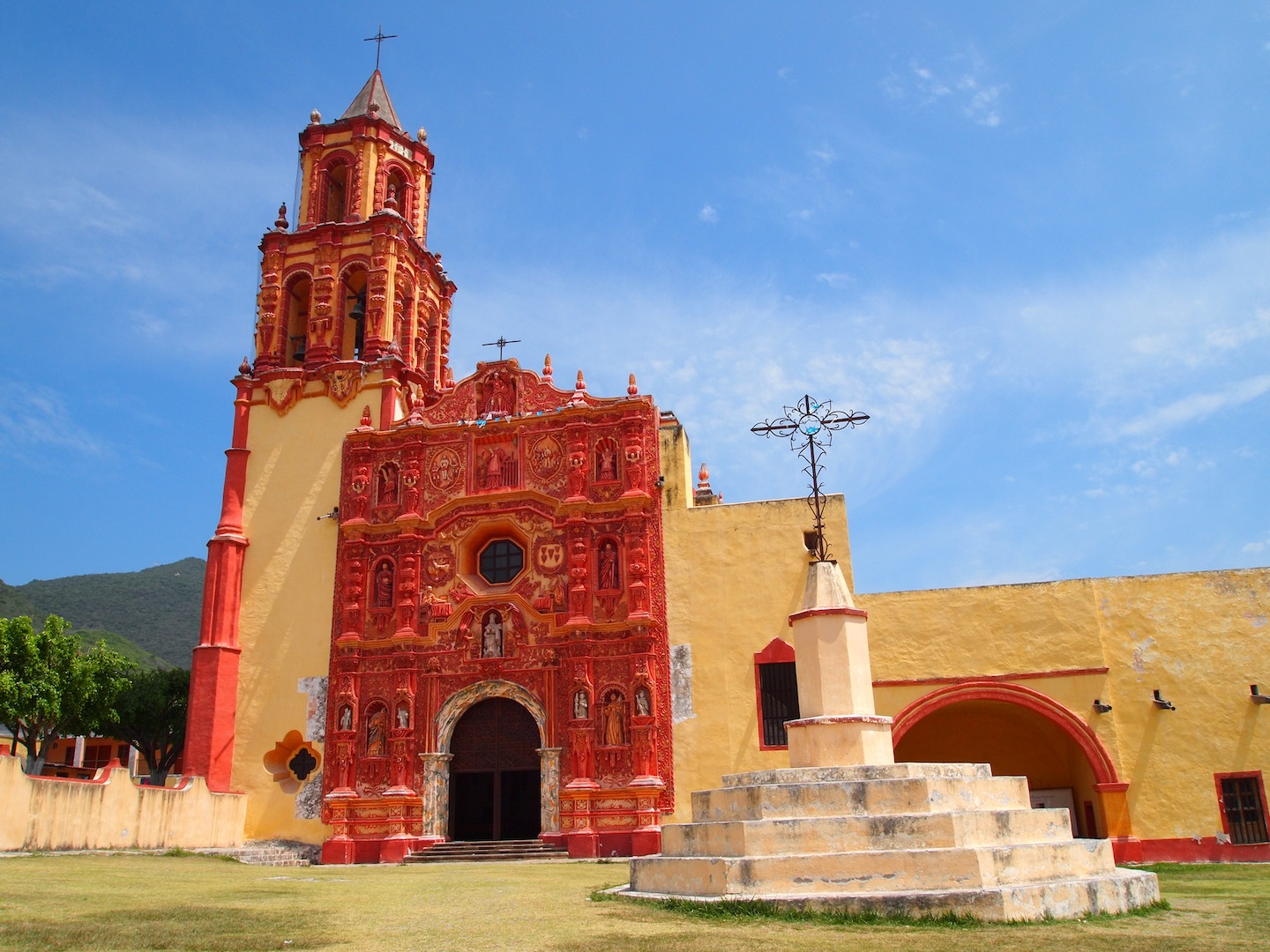
Misión de Santa María de la Purísima Concepción in Landa de Matamoros